# 曼查山
20°27′36″S 68°19′0″W / 20.46000°S 68.31667°W

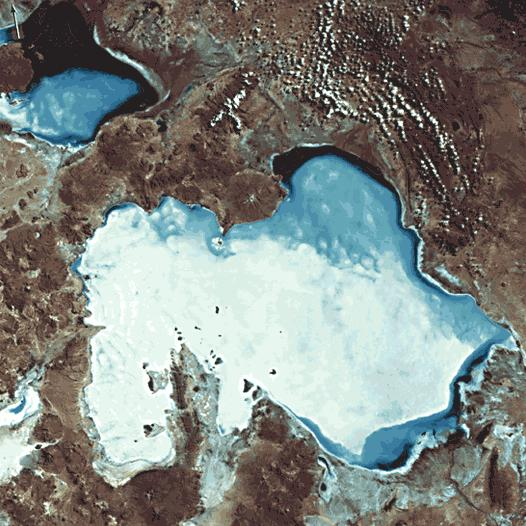

曼查山（Mancha），是玻利維亞的山峰，位於該國西南部波托西省丹尼尔·坎波斯县，東面是烏尤尼鹽沼、西面是托瓦山、西北面是哈魯馬山，屬於安第斯山脈的一部分，海拔高度5,024米。